# Condado de Hesse-Hanau
Hesse-Hanau (em alemão: Hessen-Hanau) era um território no Sacro Império Romano. Surgiu quando o antigo condado de Hanau-Münzenberg tornou-se um Secundogênito de Hesse-Kassel em 1760. Quando o conde reinante, Guilherme IХ, também se tornou Conde de Hesse-Cassel em 1785, os dois governos começaram a se fundir, embora o processo tenha sido atrasado primeiro pela ocupação francesa e, mais tarde, pela incorporação no ducado satélite francês de Frankfurt. A incorporação de Hesse-Hanau com Hesse-Kassel não foi completada até 1821.

## Secundogenitura
Quando o príncipe hereditário de Hesse-Cassel, Frederico II, se coverteu ao catolicismo romano, seu pai, o conde reinante Guilherme IX, decidiu fazer o que podia para limitar o futuro reino de seu filho. Ele fez, portanto, o condado de Hanau-Münzenberg, incorporado com Hesse-Kassel em 1736, uma secundogenitura de Hesse-Kassel, transferindo-o para o filho mais velho de Frederico, o conde herdeiro Guilherme.

## Soberania

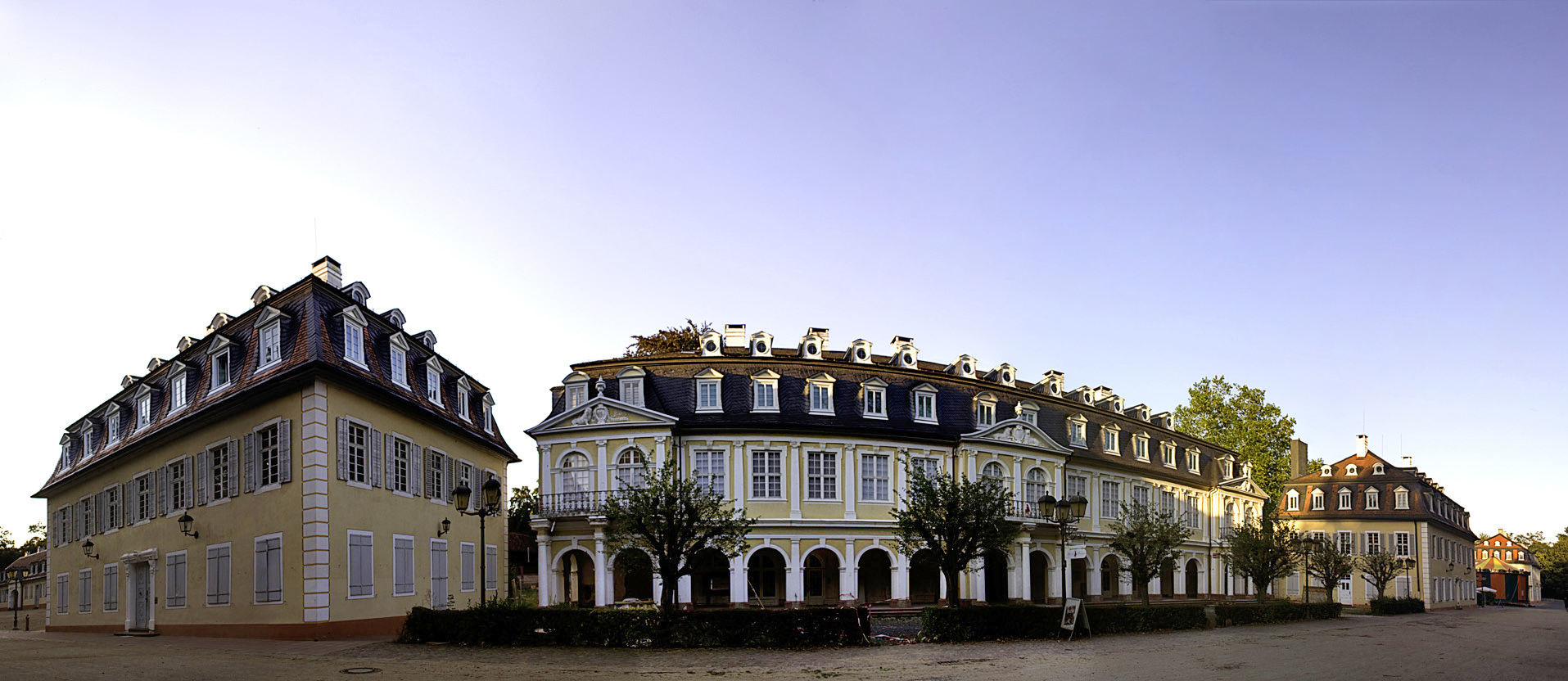
Wilhelmsbad foi construído durante a curta soberania de Hesse-Hanau.

Como o conde Guilherme era menor de idade, sua mãe, a condessa, princesa Maria da Grã-Bretanha, governou como sua tutora legal. Após o seu acesso ao trono de Hesse-Kassel em 1760, o conde Frederico II repetidamente tentou reunir Hesse-Hanau com Hesse-Kassel, mas seus esforços falharam devido à resistência da Grã-Bretanha e dos estados protestantes. Como proteção adicional, tropas de Hanover estacionaram em Hanau. Quando William chegou a maior-idade em 1764, ele assumiu o governo do condado. Com a morte de Frederico II em 1785, William tornou-se Conde de Hesse-Kassel. O governo de Hesse-Hanau permaneceu em geral separado de Hesse-Kassel. O gabinete e o escritório de guerra foram, no entanto, fundidos com os de Hesse-Kassel, e o tribunal de recurso de Kassel obteve jurisdição sobre Hanau em 1792. Até então, Hesse-Hanau era governado como um estado independente, passando por extensas modernizações com a construção de edifícios significativos na capital de Hanau. Os meios para isso vieram dos subsídios que o conde reinante recebeu de seu tio, o rei Jorge III da Grã-Bretanha. Em troca, Hesse-Hanau disponibilizou um contingente de 2.400 soldados para o uso da Coroa Britânica na Guerra Revolucionária Americana.

## Contingente de Hesse-Hanau
O contingente de Hesse-Hanu na Guerra Revolucionária Americana, continha as seguintes unidades:
- Hessen-Hanauisches Regiment Erbprinz 1776
- Hessen-Hanauisches Jägerkorps Creutzburg 1777
- Hessen-Hanauische Artillerie-Kompanie Pausch 1777
- Hessen-Hanauisches Freikorps Janecke 1781

## Guerras Napoleónicas
Com a dissolução do Sacro Império Romano em 1803, Hesse-Cassel tornou-se num eleitorado, enquanto Hesse-Hanau se tornou no principado de Hanau. Em 1806, no entanto, Hesse-Cassel foi incorporado no reino satélite francês de Vestfália, quando Hanau ficou sob ocupação militar francesa e, em 1810, foi incorporado no Grão-ducado de Frankfurt, outro reino satélite francês. Foi primeiro depois da Guerra de Libertação Alemã em 1813, que a soberania de Hesse-Kassel foi restaurada. A incorporação de Hanau em Hesse-Kassel, no entanto, não foi concluída até a morte do príncipe-eleitor Guilherme em 1821 e as reformas administrativas do seu sucessor Guilherme II, quando o condado se tornou no distrito de Hanau.

### Literatura Citada
- Arnd, Carl (1858). Geschichte der Provinz Hanau und der unteren Maingegend. Hanau.
- Kügler, Detmar (1980). Die deutschen Truppen in amerikanischen Unabhängigleitskrieg. Stuttgart.
- Nöding, Caspar (1836). Statistik, Topographie und Geschichte des Landgräflichen und Kurfürstlichen Hauses Hessen-Kassel. Kassel.
- Dietrich, Reinhard (1993). " … wegen geführten großen Staats, aber schlechter Zahlung der Schulden …. Zur finanziellen Lage der Grafschaft Hanau im 17. Jahrhundert." Hanauer Geschichtsblätter, 31.